# لون راک (واشینگتن)
لون راک (به انگلیسی: Lone Rock) یک منطقهٔ مسکونی در ایالات متحده آمریکا است که در واشینگتن قرار دارد.